# Адмірал Акбар
Адмірал Джіал Акбар (англ. Admiral Gial Ackbar, * 44 ДБЯ — † 29 ПБЯ) — мон-каламарі і командувач флотом. Колишній раб Імперії, Акбар став одним з найкращих командирів Альянсу за відновлення Республіки, а пізніше — Нової Республіки. Він також очолював флотські сили Альянсу проти Зірки Смерті II. Йому випала честь бути Верховним головнокомандувачем Силами оборони Нової Республіки протягом майже двох десятиліть, взяти верх над імперськими гранд-адміралами Освальдом Тешіком і Пекатті Сином, а також врятувати державу від інших загроз. Акбар написав для Академії флоту Нової Республіки керівництво «Флотська тактика і бойова методологія». Акбар помер у 29 ПБЯ на Мон-Каламарі.
Адмірала Акбара зіграв Тімоті М. Роуз. У "Поверненні джедая" Акбар мав лише 14 реплік діалогу, а його загальний екранний час у всіх трьох фільмах склав лише три хвилини і 30 секунд. Тим не менш, він вважається улюбленцем фанатів серед персонажів "Зоряних воєн" і посів 16 місце у списку "20 найкращих персонажів "Зоряних воєн" 1998 року, складеному журналом Star Wars Insider. Його репліка "Це пастка!" з фільму "Повернення джедая" (1:35) стала однією з найвідоміших, найцитованіших і найулюбленіших реплік з оригінальної трилогії "Зоряних воєн", а також популярним інтернет-мемом. 
Багато шанувальників висловили розчарування і незадоволення раптовою смертю Акбара в "Останніх джедаях", назвавши її раптовою і безцеремонною, цю думку підтримали актори, які зіграли Акбара, Роуз і Кейн, а також монтажер фільму Боб Дюкс. Вони вважали, що видатний герой війни, якого можна порівняти з Вінстоном Черчиллем, мав би померти більш урочисто.  